# インターロイキン-10
インターロイキン-10（英: interleukin-10、略称: IL-10）またはCSIF（cytokine synthesis inhibitory factor）は、ヒトではIL10遺伝子にコードされるサイトカインである。IL-10シグナルは、2分子のαサブユニットと2分子のβサブユニットからなるIL-10受容体を介して伝達される。IL-10の結合によってαサブユニットとβサブユニットの細胞質テールが、それぞれJAK1、TYK2によってリン酸化され、STAT3シグナルが誘導される。

## 構造
IL-10タンパク質はホモ二量体であり、各サブユニットは178アミノ酸から構成される。
IL-10は、IL-19、IL-20、IL-22、IL-24、IL-26、I型インターフェロン（IFN-α、β、ε、κ、ω）、II型インターフェロン（IFN-γ）、III型インターフェロン（IL-28A、IL-28B、IL-29、IFNL4などのIFN-λ）とともにクラス2サイトカインに分類される。

## 発現と合成
ヒトでは、IL-10はIL10遺伝子にコードされる。IL10遺伝子は1番染色体に位置し、5個のエクソンから構成される。IL-10は主に単球によって産生され、また程度は低いもののTh2細胞、マスト細胞、CD4+CD25+Foxp3+制御性T細胞、そして活性化されたT細胞やB細胞の特定のサブセットからも産生される。単球によるIL-10の産生はPD-1によって開始される場合がある。また、β2アドレナリン受容体やカンナビノイドCB2受容体などのGPCRを介したアップレギュレーションも行われる。刺激されていない組織ではIL-10の発現は最低限であり、常在菌叢や病原菌叢による刺激を必要とするようである。IL-10の発現は転写、転写後段階で緊密に調節されている。単球では、TLRやFc受容体経路の刺激後にIL10遺伝子座の広範囲の再編成が観察される。IL-10の誘導にはERK1/2、p38、NF-κBシグナルが関係しており、NF-κBやAP-1といった転写因子がプロモーター領域に結合することで転写が活性化される。IL-10は、自己分泌によるIL-10受容体刺激とp38シグナル伝達経路の阻害によるネガティブフィードバックループを介して、発現を自己調節している可能性がある。IL-10の発現は転写後段階でも広範囲の調節を受けており、AUリッチエレメントや、let-7、miR-106などのmiRNAを介してmRNA安定性制御が行われている可能性がある。

## 機能
IL-10は1991年に発見され、当初サイトカインの分泌、抗原提示、CD4+T細胞の活性化を抑制することが報告された。その後の研究により、LPSや細菌産物によって誘導される、骨髄系細胞によるTLRを介した炎症性サイトカイン（TNF-α、IL-1β、IL-12、IFN-γ）の分泌を主に阻害することが示された。

### 腫瘍に対する効果
腫瘍を有するマウスへのIL-10の投与によって腫瘍の転移が阻害されることが示され、その機能がより精妙なものである可能性が浮上した。その後の複数の研究室での研究により、腫瘍免疫の文脈ではIL-10は免疫刺激能を有することが支持されている。トランスジーンによる腫瘍細胞株でのIL-10の発現やIL-10の投与は原発巣の成長を制御し、metastatic burdenを低下させる。また、PEG化組換えマウスIL-10（PEG-rMuIL-10）は、IFN-γの分泌やCD8+T細胞依存的な抗腫瘍免疫を誘導することが示されている。PEG化組換えヒトIL-10（PEG-rHuIL-10）は、CD8+T細胞からのグランザイムBやパーフォリンといった細胞傷害性分子の分泌を高め、T細胞受容体依存的なIFN-γの分泌を増強することが示されている。

## 疾患における役割
マウスでの研究では、IL-10はマスト細胞でも産生され、アレルギー反応部位でこれらの細胞が持つ炎症作用に対抗することが示されている。
IL-10は誘導型シクロオキシゲナーゼ（COX-2）に影響を及ぼす。IL-10の欠損はCOXの活性化、その結果生じるトロンボキサン受容体の活性化を引き起こし、血管内皮や心臓の機能不全を引き起こすことがマウスで示されている。IL-10がノックアウトされたフレイルマウスは、加齢とともに心血管系の機能不全を発症する。
IL-10はマイオカインと関連づけられている。運動によってIl-1ra、IL-10、sTNFRの血中濃度が上昇することから、身体活動が抗炎症サイトカインの環境を強化することが示唆される。
多発性硬化症の患者では、健常者と比較してIL-10濃度の低下が観察される。IL-10はTNF-α変換酵素を調節しているため、IL-10濃度の低下によってTNF-α濃度の効果的な調節が行われなくなる。その結果、TNF-α濃度が上昇し、炎症が引き起こされる。TNF-αはTNFR1を介してオリゴデンドログリアの脱髄を誘導し、慢性炎症も神経の脱髄と関連づけられている。
メラノーマ細胞株では、IL-10はNKG2Dリガンドの表面発現を調節する。
転写因子FOXP3は制御性T細胞（Treg）の必須の分子マーカーである。FOXP3の多型（rs3761548）はTregの機能や、IL-10、IL-35、TGF-βといった炎症調節サイトカインの分泌に影響を及ぼすことで、胃がんなどのプログレッションに関与している可能性がある。
近年のマウスでの研究では、IL-10が食作用の重要なエフェクターであるCD36を調節し、脳内出血後の血腫のクリアランスを促進していることが示されている。オスマウスではIL-10の欠乏によって外傷性脳損傷の悪化がみられるものの、メスマウスではこうした効果はみられない。

### 臨床応用
マウスでのノックアウト研究により、IL-10は消化管において必須の免疫調節因子として機能していることが示唆されている。また、クローン病患者は組換えIL-10産生菌を用いた治療に対して良好な応答を示し、体内での過剰な免疫応答への対抗にIL-10が重要であることが示されている。
さまざまな自己免疫疾患の患者に対し、組換えヒトIL-10（rHuIL-10）を用いた臨床試験が行われている。期待に反して、rHuIL-10治療はクローン病や関節リウマチの患者に対して有意な影響を及ぼさなかった。乾癬の臨床試験では当初有望なデータが得られたものの、プラセボ対照ランダム化二重盲検による第II相試験では臨床的意義が示されなかった。rHuIL-10のヒトへの影響に関する研究では、rHuIL-10は炎症抑制よりもむしろ炎症促進効果をもたらしていることが示唆されている。

#### PEG化IL-10
腫瘍免疫分野では、PEG化組換えヒトIL-10（PEG-rHuIL-10、AM0010、pegilodecakin）による治療を評価する臨床試験が行われており、前臨床データと同様に抗腫瘍効果が報告されている。In vitroやin vivoで報告されていたIL-10の免疫抑制効果とは対照的に、PEG-rHuIL-10を用いたがん患者の治療では、IFN-γ、IL-18、IL-7、GM-CSF、IL-4といった免疫刺激性のサイトカインの増加がみられ、CD8+T細胞の活性化が観察された。こうした結果は、PEG-rMuIL-10を用いた前臨床データや、rHuIL-10を用いたヒトに対する試験の結果とも一致している。これらのデータは、IL-10は細菌産物によって刺激された骨髄系細胞においては免疫抑制効果を発揮しているが、ヒトでのrHuIL-10やPEG-rHuIL-10による治療では主に免疫刺激作用を示すことを示唆している。2018年時点で、PEG-rHuIL-10は転移性膵がんに対する第III相臨床試験が行われている。

### 相互作用
IL-10はIL10RAと相互作用することが示されている。

## 関連文献
- “Viral and murine interleukin-10 are correctly processed and retain their biological activity when produced in tobacco”. BMC Biotechnology 9 (1):  22. (March 2009). doi:10.1186/1472-6750-9-22. PMC 2667500. PMID 19298643.
- “Role and mechanisms of cytokines in the secondary brain injury after intracerebral hemorrhage”. Prog. Neurobiol. 178:  101610. (March 2019). doi:10.1016/j.pneurobio.2019.03.003. PMID 30923023.
- “Interleukin-10 and the interleukin-10 receptor”. Annual Review of Immunology 19 (1):  683–765. (2001). doi:10.1146/annurev.immunol.19.1.683. PMID 11244051.
- “Humoral immune responses in uremia and the role of IL-10”. Blood Purification 20 (5):  485–8. (2003). doi:10.1159/000063553. PMID 12207099.
- “The role of interleukin-10 in autoimmune disease: systemic lupus erythematosus (SLE) and multiple sclerosis (MS)”. Cytokine & Growth Factor Reviews 13 (4–5):  403–12. (2003). doi:10.1016/S1359-6101(02)00025-4. PMID 12220553.
- “The dual role of IL-10”. Trends in Immunology 24 (1):  36–43. (January 2003). doi:10.1016/S1471-4906(02)00009-1. PMID 12495723.
- “The role of interleukin 10 in the control of autoimmunity”. Journal of Autoimmunity 20 (4):  269–72. (June 2003). doi:10.1016/S0896-8411(03)00047-7. PMID 12791310.
- “The complex role of interleukin-10 in autoimmunity”. Journal of Autoimmunity 20 (4):  281–5. (June 2003). doi:10.1016/S0896-8411(03)00044-1. PMID 12791313.
- “The role of interleukin-10 in systemic lupus erythematosus”. Journal of Autoimmunity 20 (4):  287–9. (June 2003). doi:10.1016/S0896-8411(03)00043-X. PMID 12791314.
- “Interleukin-10: an important immunoregulatory cytokine with major impact on psoriasis”. Current Drug Targets. Inflammation and Allergy 3 (2):  185–92. (June 2004). doi:10.2174/1568010043343886. PMID 15180472.
- “IL-10, IL-6, and TNF-alpha: central factors in the altered cytokine network of uremia--the good, the bad, and the ugly”. Kidney International 67 (4):  1216–33. (April 2005). doi:10.1111/j.1523-1755.2005.00200.x. PMID 15780075.
- “Alternative activation-skewed microglia/macrophages promote hematoma resolution in experimental intracerebral hemorrhage”. Neurobiol. Dis. 103:  54–69. (July 2017). doi:10.1016/j.nbd.2017.03.016. PMC 5540140. PMID 28365213.
- “Modulation of HIV-1 transcription by cytokines and chemokines”. Mini Reviews in Medicinal Chemistry 5 (12):  1093–101. (December 2005). doi:10.2174/138955705774933383. PMID 16375755.